# Leighton, Cheshire West and Chester
Leighton var en civil parish från 1866 till 1894 då den blev en del av Neston cum Parkgate, i grevskapet Cheshire, i England. Civil parish var belägen 17 km från Chester och hade 325 invånare år 1891.